# Телерадіокур'єр
«Телерадіокур'єр» — український повнокольоровий фаховий часопис для працівників радіо й телебачення, що виходив друком в 1996–2012.
Поруч із часописами «Журналіст України» і «Телекритика», «Телерадіокур’єр» належав до найпопулярніших та авторитетних серед працівників різних видів ЗМІ видань.
Видавався в 1996-2012 п'ять разів на рік на 52-х сторінках. Гаслом журналу було: «ЗМІ для ЗМІ. Професіоналам є про що поговорити».
Шеф-редактор — Василь Яцура. 

## Вміст
Журнал знайомив читачів із відомими працівниками телерадіоіндустрії, порушував проблеми тогочасних ЗМІ, пов'язані із роздержавленням, переходом на цифровий формат мовлення та мовлення в мережі Інтернет, а також процесами холдингізації засобів масової інформації. Значну увагу приділяв проблемі мовної безграмотності українського телерадіоефіру, його зросійщення; порушенням журналістами професійних етичних норм; заангажованості мас-медіа.

## Засновник
Журнал заснований і видавався Закритим акціонерним товариством «Телерадіокур'єр» — українським підприємством у сфері масмедій та виставкової діяльності. Зареєстроване в 2007.
Діяльність
Основні види продукції:
- друкований журнал «Телерадіокур'єр»,
- навчальні посібники для фахівців телебачення.

Основні види послуг:
- організація та проведення Київського міжнародного телерадіоярмарку,
- проведення семінарів та конференцій для медіа фахівців.
- організація телевізійного фестивалю «Відкрий Україну!» — найбільшого за кількістю тематичних конкурсів професійного змагання телевиробників України.

Ключові особи
Засновниками товариства є:
- Дашко Андрій Борисович — 30% акцій
- Переденко Олеся Володимирівна — 20% акцій
- Яцура Василь Іванович — 50% акцій